# Cruglic
Cruglic è un comune della Moldavia situato nel distretto di Criuleni di 2.848 abitanti al censimento del 2004